# Liste des receveurs généraux du Canada
Liste des Receveurs généraux des Postes du Canada :
- 1867-73 : Alexander Campbell
- 1873-75 : Donald Alexander McDonald
- 1875 : Télesphore Fournier
- 1875-78 : Lucius Seth Huntington
- 1878-79 : Hector-Louis Langevin
- 1879-80 : sir Alexander Campbell
- 1880 : John Joseph O'Connor
- 1880-81 : sir Alexander Campbell
- 1881-82 : John O'Connor
- 1882-85 : John Carling
- 1885-87 : sir Alexander Campbell
- 1887-89 : Archibald Woodbury McLelan
- 1889 : John Carling
- 1889-92 : John Graham Haggart
- 1892-96 : sir Adolphe Caron
- 1896 : Louis-Olivier Taillon
- 1896-1905 : sir William Mulock
- 1905-06 : Allen Bristol Aylesworth
- 1906-11 : Rodolphe Lemieux
- 1911 : Henri Sévérin Béland
- 1911-14 : Louis-Philippe Pelletier
- 1914-16 : Thomas Chase-Casgrain
- 1916-21 : Pierre Édouard Blondin
- 1921-26 : Charles Murphy
- 1926 : Robert James Manion
- 1926-30 : Peter John Veniot
- 1930-35 : Murray MacLaren
- 1935 : Samuel Gobeil
- 1935-39 : John Campbell Elliott
- 1939 : Norman Alexander McLarty
- 1939-40 : Charles Gavan Power
- 1940 : James Lorimer Isley
- 1940-45 : William Pate Mulock
- 1945-49 : Ernest Bertrand
- 1949-52 : Gabriel Edouard Rinfret
- 1952-55 : Alcide Côté
- 1955 : Roch Pinard
- 1955-57 : Hugues Lapointe
- 1957-62 : William McLean Hamilton
- 1962 : John Angus MacLean
- 1962-63 : Ellen Louks Fairclough
- 1963-64 : Azellus Denis
- 1964-65 : John Robert Nicholson
- 1965 : René Tremblay
- 1965-68 : Jean-Pierre Côté
- 1968-71 : Eric William Kierans
- 1971-72 : Jean-Pierre Côté
- 1972-74 : André Ouellet
- 1974-77 : Bryce Stuart Mackasey
- 1977-78 : Gilles Lamontagne
- 1979-80 : John Allen Fraser
- 1980-82 : André Ouellet

Le poste fusionne ensuite avec le ministère de la Consommation et des Corporations.